# Kalinda Ashton
Kalinda Ashton (Melbourne, 1978) és una escriptora i professora universitària australiana. Té un doctorat de la Universitat RMIT i és l'autora de la novel·la de 2009, The Danger Game que ha estat elogiada per notables autors australians com Christos Tsiolkas i Amanda Lohrey. La novel·la es va publicar al Regne Unit el 2011. The Danger Game va ser guanyadora conjunta del premi al millor novelista jove de Sydney Morning Herald i, el 2012, del premi Betty Trask al Regne Unit. Ha estat anomenada autora de "literatura post-Grunge", a causa de la influència de l'autor de literatura grunge Christos Tsiolkas sobre la seva obra.

## Carrera professional
Ashton va aparèixer com a convidada a la Setmana de l'escriptor d'Adelaide de 2013. Ashton era membre de l'organització trotskista Socialist Alternative i actualment és un editora associada del diari literari Overland.
Ha ensenyat literatura i escriptura creativa a diverses universitats d'Austràlia, incloent a l'RMIT i Flinders University. Ashton és una activista de la justícia social i també és vegetariana. Els seus contes han estat publicats a Meanjin, Overland, Sleepers Almanac, Kill Your Darlings i altres revistes i antologies.

## Premis, nominacions i beques
The Danger Game va ser candidat al premi internacional IMPAC Dublin Literary Award l'any 2010, guanyadora conjunta del premi a millor novel·lista jove Sydney Morning Herald. El 2010, Ashton va rebre una beca de la comissió del consell australià de literatura per a escriptors en desenvolupament a Austràlia. El 2011, la novel·la va guanyar un Premi Betty Trask.